# Scottish League Two
Scottish League Two – liga piłkarska w Szkocji, reprezentująca czwarty poziom rozgrywek piłkarskich w tym kraju. Powstała w 2013 roku w wyniku połączenia Scottish Premier League i Scottish Football League.

## Zespoły w sezonie 2013/2014
| Klub               | Miasto             | Stadion           | Pojemność |
| ------------------ | ------------------ | ----------------- | --------- |
| Albion Rovers      | Coatbridge         | Cliftonhill       | 1 238     |
| Annan Athletic     | Annan              | Galabank          | 2 514     |
| Berwick Rangers    | Berwick-upon-Tweed | Shielfield Park   | 4 500     |
| Clyde              | Cumbernauld        | Broadwood Stadium | 7 936     |
| East Stirlingshire | Stenhousemuir      | Ochilview Park    | 3 746     |
| Elgin City         | Elgin              | Borough Briggs    | 4 520     |
| Montrose           | Montrose           | Links Park        | 3 292     |
| Peterhead          | Peterhead          | Balmoor           | 3 150     |
| Queen’s Park       | Glasgow            | Hampden Park      | 52 025    |
| Stirling Albion    | Stirling           | Forthbank Stadium | 3 808     |